# Microdeutopus obtusatus
Microdeutopus obtusatus is een vlokreeftensoort uit de familie van de Aoridae. De wetenschappelijke naam van de soort is voor het eerst geldig gepubliceerd in 1973 door Myers.